# فيروسات شبيهة-rV5
فيروسات شبيهة-rV5 (بالإنجليزية: rV5-like viruses)‏ هو جنس فيروسات من فصيلة الفيروسات العضلية ضمن رتبة الفيروسات الذنبية.